# Killer Constable
Pour plus de détails, voir Fiche technique et Distribution.
Killer Constable (萬人斬, Wàn rén zhǎn) est un film hongkongais réalisé par Kuei Chih-Hung, sorti en 1980.

## Synopsis
Ling est une force de l'ordre impitoyable qui n'épargne jamais les suspects en fuite.

## Fiche technique
- Titre original : 萬人斬, Wàn rén zhǎn
- Titre français : Killer Constable
- Réalisation : Kuei Chih-Hung
- Scénario : On Szeto
- Direction des combats : Shikamura Ito, Huang Pei-chih
- Société de production : Shaw Brothers
- Pays d'origine : Hong Kong
- Format : Couleurs - 35 mm - 2,35:1 - Mono
- Genre : action, drame, wuxiapian
- Durée : 98 minutes
- Date de sortie : 1980

## Distribution
- Chen Kuan-tai : Leng Tian-ying
- Ku Feng : Fang Feng-jia
- Jason Pai Piao : Fan Jin-diao
- Tsui Ling Yu : Hsiao Lan